# ピーター・フィーゼラー
ピーター・フィーゼラー（Peter Fieseler、1977年 - ）は、ドイツの俳優。

## 出演作品
- es［エス］（囚人番号11）